# Эгилас, Луис де
Луис Мартинес де Эгилас-и-Эгилас (исп. Luis de Eguílaz; 20 августа 1830, Санлукар-де-Баррамеда, Андалусия (Испания) — 22 июля 1874, Мадрид, Испания) — испанский драматург и писатель

.

## Биография
В раннем возрасте проявилось его драматургическое призвание; в 14-летнем возрасте создал одноактную комедию Por dinero baila el perro.
Изучал право в Мадриде, начал свою литературную карьеру с критического изучения романа Фернан Кабальеро «Клеменсия». Иногда использовал псевдоним El Licenciado Escribe (дипломированный писатель), играющий на имени известного французского драматурга Эжена Скриба.
Поставил на мадридской сцене значительное количество драм и комедий. Сюжеты и действующие лица его драм заимствованы из национальной истории, замысел пьес не лишен силы и интереса, но построение их однообразно: почти всегда преобладает лиризм. Версификация далеко не всегда отличается совершенством.
Писал также исторические романы ( «La espada de San Fernando»).

## Избранные сочинения
- «Las querellas del Rey Sabio»,
- «La viela de Juan soldado»,
- «El patriarca del Turia».

Гораздо выше ценятся его комедии, в которых действие развивается с бо́льшей естественностью, характеры обрисованы ярче, форма более правильна и изящна. Из них наиболее известны:
- «Las verdades amargas» («Горькие истины»),
- «Los soldados de plomo»,
- «La cruz del matrimonio» (пьеса, пользовавшаяся наибольшим успехом у публики). Посмертно издана его пьеса «El salto del Pasiego» (Мадрид, 1878).